# Manoir de Kerduel

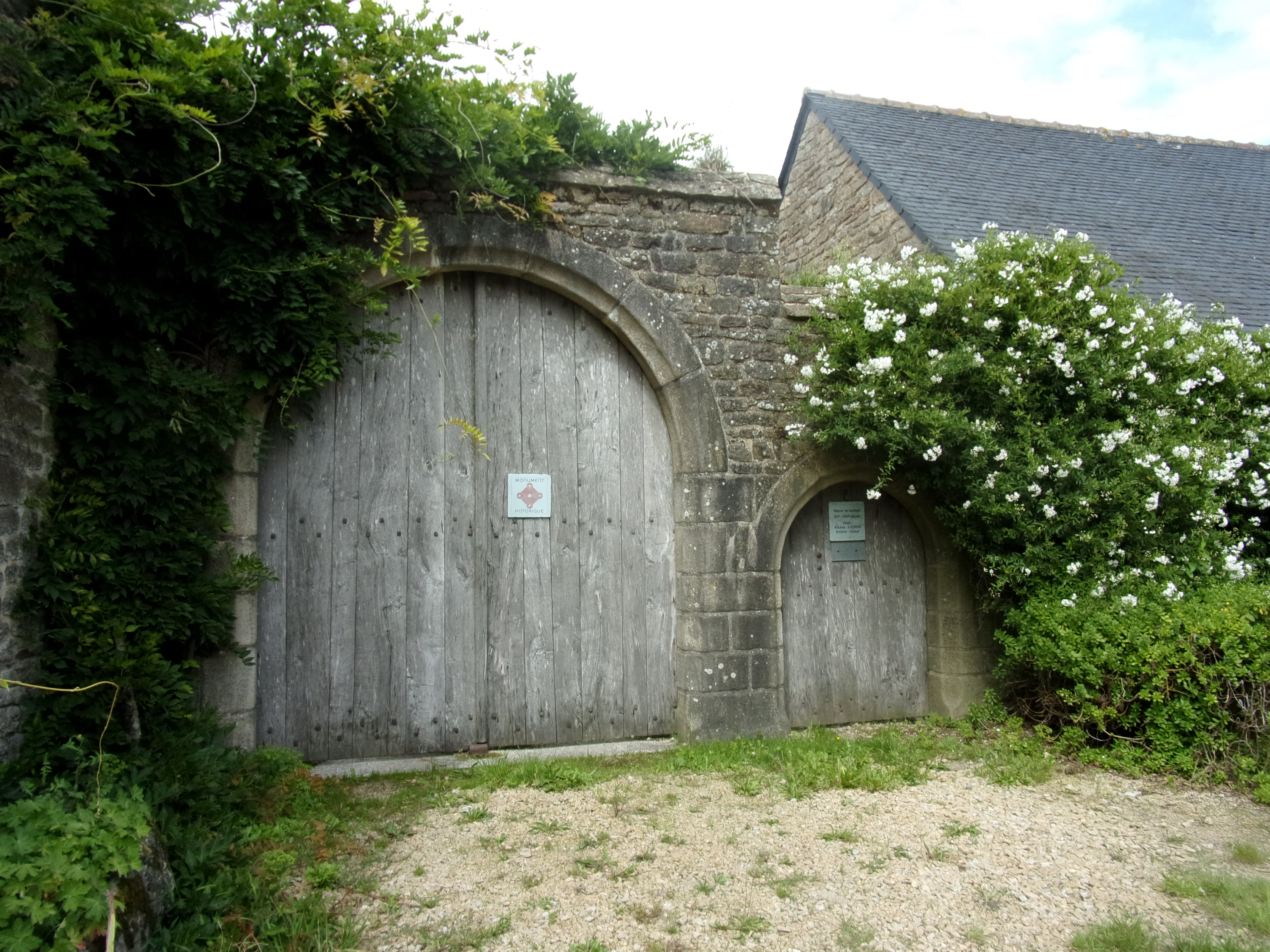
L'entrée du manoir constituée d'une porte cochère et d'une porte piétonne.

Le manoir de Kerduel est un édifice situé à Lignol, en France.

## Localisation
Le manoir est situé sur le territoire de la commune de Lignol, au hameau de Kerduel, dans le département du Morbihan, en region Bretagne.

## Description
L'édifice comprend deux corps de logis. La façade possède deux fenêtres à meneaux et à l'arrière s'élève une tour cylindrique contenant un bel escalier en pierre.

## Historique
La seigneurie de Kerduel avait jadis son manoir et son moulin qui appartenaient en 1437 à Jean Le Courhin qui en rendait aveu à Charles de Rohan, sire de Guémené. Par mariage il passa à Louis d'Outreville, sieur du Suillado, en 1589 puis à un neveu, Jean du Pérenno, sénéchal de Guémené. Gilles de Pérenno, sieur de Coëtcodu, hérita de Kerduel puis son fils Louis de Pérenno qui le transmit à sa sœur Jeanne de Pérenno. Il passe par alliance à Pierre Le Vicomte en 1689 à la suite de son mariage avec Jeanne de Pérenno. Leur fils, Charles Le Vicomte tint Kerduel de 1689 à 1757 . Plus près de nous le manoir appartient à la famille Guyomard et est transformé en exploitation agricole. Depuis 1989, il appartient à François Adda qui a entrepris sa restauration.
Un premier logis est construit au XVIe siècle, complété au XVIIe siècle d'un pavillon occidental.
Les façades et toitures du manoir sont inscrites au titre des monuments historiques par arrêté du 31 janvier 1989.